# Combat box

Combat box złożony z dwunastu samolotów

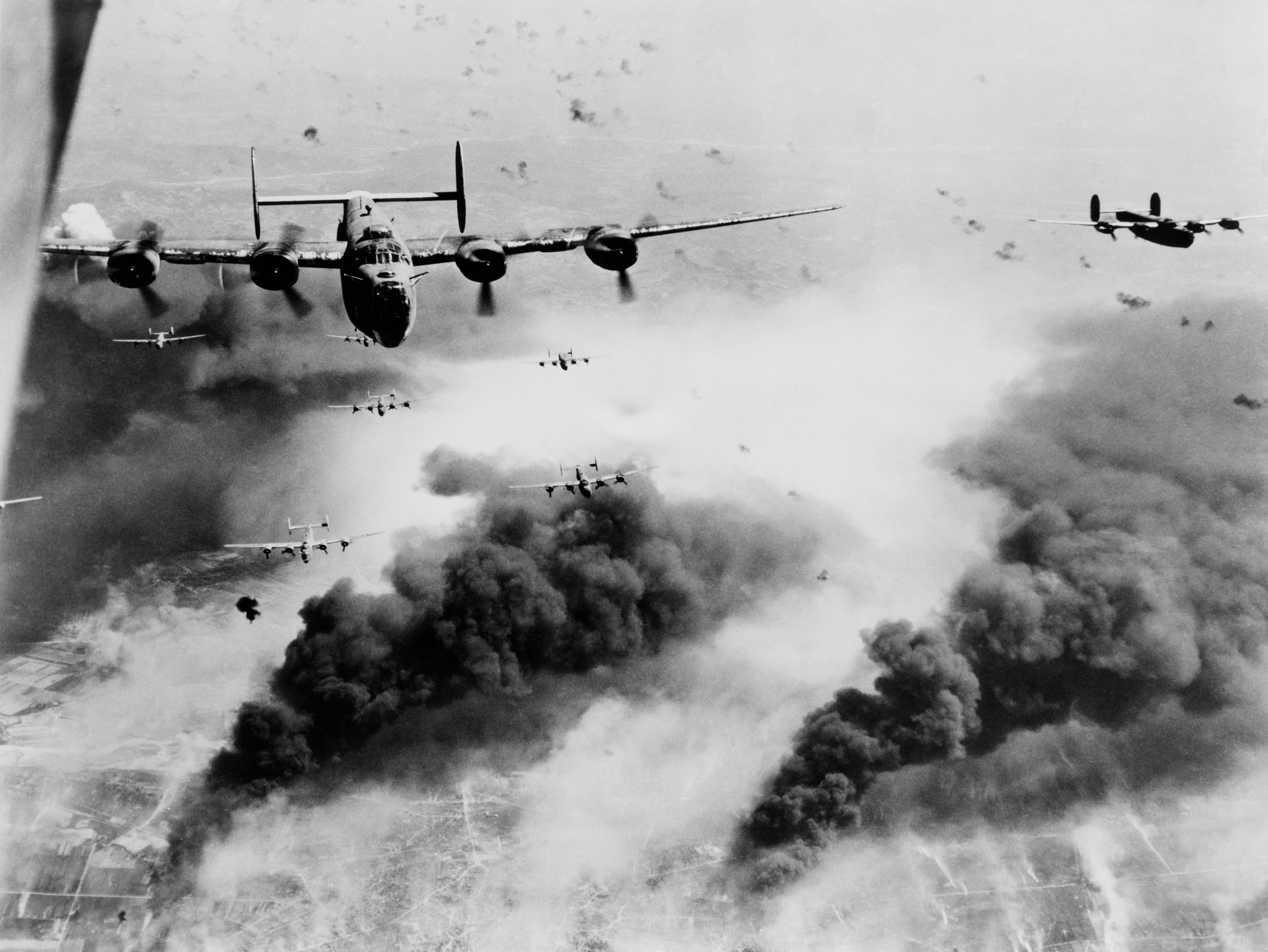
B-24D przelatuje po uderzeniu w rafinerię Concordia Vega w Ploiești w Rumunii 31 maja 1944 r.

Combat box – defensywna taktyka walki powietrznej, używana przez alianckie bombowce podczas II wojny światowej. Powstała na bazie doktryny United States Army Air Forces, w myśl której nawet w przypadku braku osłony myśliwskiej ciężkie bombowce są w stanie zapewnić sobie nawzajem obronę przed nieprzyjacielskimi myśliwcami. Stworzona przez generała Curtisa LeMaya w grudniu 1942 combat box "Javelin Down" stała się wzorem dla wszystkich następnych combat box.

## Zarys
Combat box oparta jest na konstrukcji trójkąta. Za bombowcem prowadzącym lecą dwa kolejne bombowce, ale na innych wysokościach: jeden powyżej, a drugi poniżej bombowca prowadzącego.
Combat box przewidziano dla formacji o różnej wielkości:
| Formacje bombowców  | Skład formacji          | Liczba bombowców |
| ------------------- | ----------------------- | ---------------- |
| Formacja podstawowa |                         | 3                |
| Squadron            | 4 x Formacja podstawowa | 12               |
| Group               | 3 x Squadron            | 36               |
| Wing                | 3 x Group               | 108              |